# Lotte Smiseth Sejersted
Lotte Smiseth Sejersted (Bærum, 5 maart 1991) is een Noors alpineskiër. Zij is de oudere zus van Adrian Smiseth Sejersted.
In 2011 nam ze deel aan de WK alpineskiën op het onderdeel combinatie.
In 2014 nam ze voor Noorwegen deel aan de Olympische Winterspelen in Sotsji, op de onderdelen afdaling, reuzenslalom, combinatie en Super G.
In 2016 komt Sejersted hard ten val bij een afdaling in Zauchensee, waardoor haar seizoen vroegtijdig beëindigd wordt. Een jaar later stopt ze met alpineskiën.